# 방귀화
방귀화(房貴和)는 조선 전기의 문신이다. 본관은 남양(南陽)이다. 증조부는 직제학(直提學) 방사량(房士良)이고, 할아버지는 정산현감 방구성(房九成)이며, 아버지는 승훈랑(承訓郞) 방순문(房恂文)이다.

## 생애
1469년(예종 1년) 사마 양시(司馬兩試)에 합격하여 호조좌랑(戶曹佐郞)을 역임하였다.
1479년(성종 10년) 신계 현령(新溪縣令)에 제수되었으나 대사헌(大司憲) 박숙진(朴叔蓁)이 역학(譯學)에 정통(精通)한 방귀화(房貴和)를 내직에 제수할 것을 청하자 왕이 개차(改差)하라고 명하여 주부(主簿)로 임명되었다.
1483년(성종 14년) 영접도감 낭청(迎接都監郞廳)으로서 《노걸대》(老乞大)와 《박통사》(朴通事)를 교정(校正)하였다.

## 가족 관계
- 증조부 : 방사량(房士良)
- 증조모 : 백계(白磎)의 딸
  - 조부 : 방구성(房九成)
    - 부 : 방순문(房恂文)

  - 외조부 : 조운수(趙云璲)
    - 모 : 조운수(趙云璲)의 딸
      - 형 : 방귀원(房貴元)

    - 처부 : 이봉손(李奉孫)
      - 부인 : 용인 이씨(龍仁李氏)
        - 아들 : 방한걸(房漢傑)
          - 손자 : 방응현(房應賢, 1524년 ∼ 1589년)